# عبد العزيز المسند
الشيخ عبد العزيز بن عبد الرحمن المسند (1932 - 2 أكتوبر 2007) فقيه ووزير سعودي سابق. عمل رئيسًا عامًا لتعليم البنات.تخرج من كلية الشريعة بمكة، وبدأ عمله مديرا للمعهد العلمي بشقراء، ثم مديرا لكليتي الشريعة واللغة العربية بالرياض، ثم مديرا عاما للكليات والمعاهد العلمية، ومستشارا في جامعة الإمام، ومستشار بوزارة التعليم العالي في المملكة العربية السعودية، ومشرفا على الإدارة العامة لتطوير التعليم العالي، وتولى رئاسة تعليم البنات، وأمينا لجمعية البر (متطوعًا) لمدة (45) عاماً. إضافة إلى أعماله الخيرة في مجال الدعوة وإصلاح ذات البين  اشتهر في البرنامج الديني (منكم واليكم) الذي كان يعرض على القناة السعودية الأولى لعدة اعوام، توفي في رمضان 1428هـ/2007م عن عمر ناهز 75 عاما.

## حياته العلمية
- عمل مدرساً ومديراً لمعهد شقراء العلمي.
- عمل عميداً لكليتي الشريعة واللغة العربية بالرياض.
- أُختير مديراً عاماً للمعاهد العلمية، ثم وكيلاً للمعاهد العلمية والكليات (التي أصبحت الآن جامعة الإمام محمد بن سعود الإسلامية بالرياض).
- عين مستشاراً بجامعة الإمام محمد بن سعود، ثم عمل مستشارا بوزارة التعليم العالي.
- كلف بعمل الرئيس العام لتعليم البنات لمدة عام 1409هـ،.
- عمل أميناً عاماً لجمعية البر الخيرية بالرياض (متبرعاً).
- بجانب ذلك فهو عضو مجلس إدارة مؤسسة الجزيرة للصحافة والنشر، وعضو النادي الأدبي بالقصيم.
- يقدم برامج توجيهية في الإذاعة والتلفزيون.
- شارك في العديد من المؤتمرات والندوات، ورحل إلى أوروبا وأمريكا وأستراليا وأفريقيا وآسيا في رحلات في سبيل[2]

## أبرز مؤلفاته
1. الأندلس تاريخ وعبرة 1391هـ/1971م (د.ن) - الرياض
2. العلم المفقود من المواريث 1971هـ، (د. ن) - الرياض
3. غذاء الروح - الرياض 1400هـ/1980م - المؤلف
4. النهج المحمدي - الرياض النادي الأدبي 1400هـ /1971
5. امام الصابرين أحمد بن حنبل 1401هـ /1981م - الرياض - مطابع الروضة
6. الزواج والمهور 1402هـ/1982م، ط 3 - الرياض/مطابع الفرزدق
7. متى ينتصر المسلمون 1403هـ/1983 - الرياض، جمعية الثقافة والفنون
8. سفينة الصحراء، جدة، تهامة، 1406هـ /1985م
9. الزوائد في فقه امام السنة أحمد بن حنبل، الرياض، المؤلف، 1409هـ، 1988م
10. الصين : يأجوج ومأجوج، الرياض، 1410هـ / 1989م
11. «منكم واليكم» أسئلة وأجوبة تتناول مختلف الأمور الدينية والقضايا الاجتماعية (1420هـ /1999م)[2]
12. خير خلف لخير سلف (إرث التابعين) ،  دار الصميعي ، 1432هـ/2011م
13. تفسير القرآن الكريم، 6 مجلدات، دار ابن الجوزي، سنة الطبع 1440هـ - 2019م

## وصلات خارجية
- http://www.aawsat.com/details.asp?section=43&issueno=10536&article=439762&feature=